# ZZB -ZZ BEST-
『ZZB -ZZ BEST-』（ズィーズィービー・ズィーズィー・ベスト）は、ZZの3枚目のベスト・アルバム。

## 収録曲
全作詞:SOTARO、#14のみ:SOTARO&KEN、全作曲:ZZ
1. Rhythmist (4:13)
4thシングル。
2. Nobody Knows (3:59)
7thシングル。
3. 喜びの歌 (4:32)
5thシングル。
4. A to Z (ONE PIECE Edition) (4:30)
6thシングル。
5. Stand Alone (5:09)
6. Lyric without gimmick (5:13)
7. Samurai Crew (4:11)
9thシングル。
8. NO WAY OUT (5:30)
3rdシングル。
9. Over the rain,Over the pain (6:08)
10. Just Only One-GHI Version- (4:49)
9thシングル。
11. It's Days (4:41)
12. Pride Yourself (3:26)
8thシングル。
13. Be SURVIVOR (3:39)
14. Walk into the light (feat.KEN from DA PUMP) (5:42)
15. Tonight Beside (4:56)
16. ひまわり -Version 2005- (5:37)
ボーナストラック。1stシングルの別バージョン。